# 昭和南海地震
昭和南海地震（しょうわなんかいじしん）は、1946年（昭和21年）12月21日午前4時19分過ぎに潮岬南方沖（南海トラフ沿いの領域）78キロメートル（北緯32度56.1分 東経135度50.9分 / 北緯32.9350度 東経135.8483度）、深さ24キロメートルを震源としたMj8.0（Mw8.4）のプレート境界型巨大地震である。「1946年南海地震」とも呼ばれ、単に「南海地震」といえばこの地震を指すことも多い。発生当時は南海道地震（なんかいどうじしん）と呼ばれていた。南西日本一帯では地震動、津波による甚大な被害が発生した。

## 概要
この領域では繰り返し大地震（詳細は南海地震参照）が発生しているとされ、前回の南海地震である安政南海地震から92年ぶりの発生となった。また、この地震の2年前である1944年（昭和19年）12月7日には昭和東南海地震も起きていた。昭和東南海地震の発生を受けて、今村明恒は「宝永地震や安政東海・南海地震は東海・南海の両道に跨って発生したものであるが、今回の地震は東海道方面の活動のみに止まっており、今後、南海道方面の活動にも注視するべきである」と指摘していたが、当時これに耳を傾ける者はいなかった。
1940年代半ばの日本では、このほかにも1943年（昭和18年）の鳥取地震、1945年（昭和20年）の三河地震といったいずれも死者1,000人以上を出している大きな地震が相次いでおり、これらの地震は太平洋戦争終戦前後における「4大地震」とされる。

## 地震

### 地震動

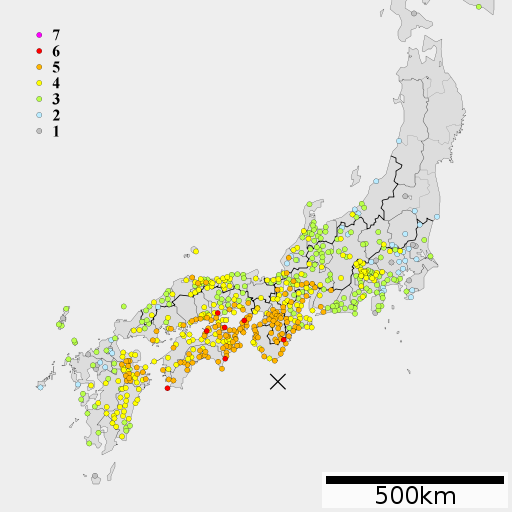
昭和南海地震の震度分布図

1946年（昭和21年）12月21日未明4時19分、紀伊半島沖を震源とする巨大地震が起きた。フィリピン海プレートがユーラシアプレート下に沈み込む南海トラフ沿いで起きた海溝型地震と解釈できるとされている。
高知測候所において記録された震動時間は約9分間であったが、特に激しく揺れた時間は1-2分前後であった。しかし実際の地震の体験者によれば9分間の揺れに納得する声が多く、これは他に行動することがなく、かつ恐怖心により長く感ずるためとの見方もある。高知における初期微動の継続時間は18.2秒、初動方向は西北西の上動であった。
| 震度 | 地方         | 観測所                                         |
| ---- | ------------ | ---------------------------------------------- |
| 6    | (委託観測所) | 西大寺・五郷・郡家・津田・下高瀬・野根・沖ノ島 |
| 5    | 北陸地方     | 福井                                           |
| 5    | 東海地方     | 岐阜・津・尾鷲                                 |
| 5    | 近畿地方     | 彦根・洲本・橿原・和歌山・潮岬                 |
| 5    | 中国地方     | 境                                             |
| 5    | 四国地方     | 徳島・高松・多度津・室戸岬・高知・宿毛         |
| 5    | 九州地方     | 大分                                           |
| 4    | 関東地方     | 熊谷                                           |
| 4    | 甲信地方     | 甲府・諏訪・飯田                               |
| 4    | 北陸地方     | 高田・敦賀                                     |
| 4    | 東海地方     | 名古屋・亀山・伊賀                             |
| 4    | 近畿地方     | 宮津・京都・大阪・神戸                         |
| 4    | 中国地方     | 鳥取・米子・松江・浜田・西郷・岡山・松永・呉   |
| 4    | 四国地方     | 四阪島・波止浜・松山・宇和島                   |
| 4    | 九州地方     | 温泉岳・阿蘇山・熊本・人吉・宮崎               |

中央気象台（現・気象庁）の管轄する測候所で観測された各地の震度は最大5（強震）であり、その範囲は四国をはじめ、紀伊半島・東海地方・北陸・境港・大分などと広い範囲に及んだ。北海道の森町では震度1（微震）、浦河町でも震度3（弱震）を記録した。また委託観測所による地震報告では四国・淡路島・瀬戸内海沿岸および紀伊半島の一部で震度6（烈震）と報告された場所もあった。
当時、高知は「震度5、ところにより震度6」と発表されたが、今日では震度5のみが知られている。高知測候所の業務課長を務めた間城龍男は、地震計は高知公園（高知城二ノ丸）の地盤の良い場所に設置してあったため震度5とされたが、当時測候所があった比島に地震計が設置されていたならば、高知の震度は6と発表されていた筈であると述べている。また、宿毛測候所がある片島も震度5と発表されたが、宿毛市街は震度6とされた。

### 規模
気象庁ではマグニチュードをM=8.0としている。周期約20秒の表面波マグニチュードMs=8.2、モーメントマグニチュードは、金森博雄はMw=8.1と推定していたが、その後の研究ではMw=8.4と推定されている。
地震断層パラメーターは長さL=120km、幅W=80km、すべりD=3.1m、あるいはL=150km、W=70km、D=6.0m（土佐湾沖）およびL=150km、W=70km、D=3.0m（紀伊水道沖）の二つの断層とする説などがある。地震モーメントはM0 = 1.5×1021N・m、あるいはM0 = 4.7×1021N・m、およびM0 = 5.3×1021N・mなどの値が推定されている。これらの M0 の数値間には3倍以上の開きがあるが、Kanamori（1972） は1944年東南海地震と同じ数値を与えており、陸上での変動の測量結果から30 - 50%程度大きな断層面が仮定される、また Ando（1982） については実際の海溝域では高角の副断層が生じ、主断層のモーメントはこれより30%小さくしてよい、などから歩み寄れる数値であるとしている。なお、昭和南海地震は他の時代の南海地震と比較し規模が小さかった。
| 順位                                 | 名称                 | 発生日（JST）  | 規模（Mj）    |
| ------------------------------------ | -------------------- | -------------- | ------------- |
| 1                                    | 東北地方太平洋沖地震 | 2011年3月11日  | 8.4 （Mw9.0） |
| 2                                    | オホーツク海深発地震 | 2013年5月24日  | 8.3           |
| 3                                    | 千島列島沖地震       | 2007年1月13日  | 8.2           |
| 3                                    | 北海道東方沖地震     | 1994年10月4日  | 8.2           |
| 3                                    | 十勝沖地震           | 1952年3月4日   | 8.2           |
| 3                                    | 明治三陸地震         | 1896年6月15日  | 8.2           |
| 7                                    | 小笠原諸島西方沖地震 | 2015年5月30日  | 8.1           |
| 7                                    | 択捉島沖地震         | 1963年10月13日 | 8.1           |
| 7                                    | 択捉島沖地震         | 1958年11月7日  | 8.1           |
| 7                                    | 昭和三陸地震         | 1933年3月3日   | 8.1           |
| 規模は宇津ほか（2010）・気象庁による |                      |                |               |

### 発震機構
単純なプレート境界地震ではなくスプレー断層（岐断層）の滑べりの複合した地震で、プレート境界の破壊は、紀伊半島沖の開始点から室戸岬の東まで伝播しそこで止まったが、引き続き室戸岬の西のスプレー断層の滑べりを伴った。この室戸岬沖の破壊が方向転換した場所には、高さ約3キロメートル、幅約50キロメートルの沈み込んだ海山が存在していることが1999年の調査で明らかとなった。
地震波形に基づく推定では最初に潮岬南方約50キロメートル地点でevent1（M6 相当）が発生した後、北北西側に破壊が伝播し16秒後に紀伊水道沖でプレート境界すべりのevent2（M8.0 相当）が始まり西へ破壊が伝播し、53秒後に土佐湾沖でスプレー断層滑りのevent3（M8.0 相当）があったとされている。また、観測された津波から推定される波源域と観測精度が悪く震源決定の精度に欠ける余震分布から推定される震源域にはズレが生じているとする研究がある。従来余震は紀伊水道から四国東部を中心に起きているとされてきたが、当時の四国西部地域の観測中断により四国西部の余震が充分に見出されていないと指摘されている。さらに本震はマントル内で起きているとされ、マントル内の余震は四国西部にも及んでいる。これに対し四国東部を中心に起こっている余震は主に地殻内であり、これはむしろ誘発地震に分類されるとしている。
破壊開始点である震源は1944年東南海地震と隣接して位置し、南海地震は西側へ、東南海地震は東側へそれぞれ断層の破壊が進行したと推定される。

### 余震
最大余震は本震から約1年5か月後の1948年4月18日に和歌山県南方沖で発生したM 7.0の地震で、兵庫県洲本市、和歌山県串本町、徳島県徳島市で震度4を観測した。また、同年6月15日20時44分には和歌山県田辺市付近の北緯33度42.5分 東経135度17.1分 / 北緯33.7083度 東経135.2850度でM 6.7の地震が発生し、田原、尾鷲、大阪、神戸、洲本、奈良、和歌山、潮岬、室戸岬で震度4を観測した。この地震で2人が死亡し、33人が負傷した。

### 前兆現象

#### 前震
本震の約2時間前（12月21日2時08分）に、潮岬沖を震源とするM6程度の地震が発生していたとする記録があり、昭和南海地震の前震として考えられてきた。しかし、気象庁の地震調査原簿を精査したところ、1日後の12月22日2時08分の地震が12月21日にも重複して記載されていたものであることが判明した。つまり、前震となる地震は観測されていなかった。

#### 静穏化現象
木村昌三（1997-1998）らは「1926年から1959年までの地震記録を再調査したところ、四国、和歌山、丹波山地での地震活動の低下が生じていた」、「この地震活動の低下のうち、四国西部は戦時体制下での観測活動の制約或いは不備及び中断が原因」と指摘していた。しかし、後年の研究により戦時体制下との事情を考慮したとしても、実際に生じていた可能性が高いと見解を変更している。

#### 前兆滑り（プレスリップ）による隆起
1944年東南海地震の前後に静岡県掛川付近で行われていた水準測量により、地震発生の2日程度前から前兆的な傾斜変動が観測されたとされている。同様に昭和南海地震においても、高知県の土佐清水が地震の1日半前から隆起した可能性があるとされているが、終戦直後の混乱期であったために観測が継続的に行われていない等でデータが不足しており、前兆滑りが生じていたことを断定出来ない。

#### 潮位変動
本震の直前には、高知県須崎市須崎湾、宇佐町宇佐湾で寄港した漁船が接岸できないほど海水位が低下していたとの証言があり、1ヶ月程度前から前日までに0.3メートル程度の隆起が生じていた可能性がある。なお、森光（1995）はこの潮位変化量を3.5メートル程度と推定しているが、これだけの変動量を説明できる理論モデルは提唱されていない。一方で、直前に浦戸湾で干潟が広がっていた、あるいは1週間前頃から見られた地下水水位低下など地殻変動を示唆する記録もあり、データは不十分であるが長期の水準測量の記録から甲浦、高知、久礼、宿毛など地震後に沈降した地域は、地震前後に逆の地殻変動が示唆され、直前に急激な隆起があったとの解析結果もある。また、潮位変動の原因を津波と考える研究者もいる。

#### 井戸の水位異常
一部の限られた井戸において、「本震の1週間ほど前から水位が低下していた」「当日は水に濁りが生じていた」とする証言がある。一方、変化はなかったとする証言もある。

## 地震後の地殻変動
室戸・紀伊半島は南上がりの傾動を示し、潮岬で0.7メートル、室戸岬で1.27メートル、足摺岬は0.6メートルが上昇、須崎・甲浦で約1 メートルの沈下が見られた。高知付近で田園15平方キロメートル（高知市付近で9.3平方キロメートル、須崎と宿毛でそれぞれ3.0平方キロメートル）が海面下に没し、水が引くまで半月程度かかった。山口県美祢市（旧美祢郡別府村 （山口県）、共和村）では秋吉台麓の厚東川沿いの低地に「口径 1 - 11 m、深さ 1 - 5 m の堆積地ドリーネが150余発生した」。地震後、道後温泉は湧出が止まり回復まで約3箇月を要し、湯崎温泉・白浜温泉なども一時的に停止した。

### 高知市における地盤沈下による浸水
入り口が狭く奥が広くなった形状の浦戸湾では、入り口付近の桂浜付近で3メートル程度であった津波高は湾奥で0.5センチメートル程度に減衰した。しかし、沈降による海面上昇の影響と地震動により河川堤防の強度低下（法面の亀裂や崩落）が生じ、数カ所で堤防が決壊し高知市内は水浸しとなった。
浸水被害を受けた高知市では年が明けても水が一向に引かなかったため、高知市東部では交通機関として船が用いられる日々が続いた。一方で室戸岬付近では沖に磯が現れ、船が入港できなくなるなど逆の現象が起きていたため、地盤変動が起きているとして高知付近の地盤沈下が囁かれはじめた。当初、県や市の関係者は高潮が原因であるとして地盤沈下を否定し、「沈下か高潮か」の意見対立が始まった。原因調査のために市建設局が南国市領石を基準として測量を行った結果、高知は領石に対し23センチメートルほど沈下していることが示され、その後の海上保安庁水路部の調査において、野根・安田・下田・月灘を結ぶ線上より北側では沈下、南側は隆起という地盤変動の全容が明らかになった。この沈下は潮位記録によっても裏付けられており、本震以降の3年間で四国北部を中心に20 - 30センチメートルの沈下が生じていたほか、瀬戸内々沿岸、紀伊水道、豊後水道でも10センチメートル程度の沈下が観測された。
この高知市浦戸の沈下は、南海トラフ沿いの断層がすべることによる南海地震の発生機構を明らかにし、歴代の南海地震である宝永地震や安政南海地震も同様の地盤変動が起きていることを示すものであった。
浦戸では地震後1.2メートル沈下したが、100日後には0.4メートル以上回復した。

## 被害
他の年代に発生した南海地震と比較して、被害の規模は小さかったと考えられているが、被害は中部以西の日本各地にわたり、高知県・徳島県・和歌山県を中心に死者・行方不明者1,443名（高知県679名、和歌山県269名、徳島県211名）、不明者113名、家屋全壊11,591戸、半壊23,487戸、流失1,451戸、焼失2,598戸。津波が静岡県から九州にいたる海岸に来襲し、高知県・三重県・徳島県の沿岸で4 - 6 メートル に達した。
| 順位 | 名称                                 | 発生日         | 死者・行方不明者数（人） | 規模（M） |
| ---- | ------------------------------------ | -------------- | ------------------------ | --------- |
| 1    | 関東地震（関東大震災）               | 1923年9月1日   | 105,385                  | 7.9       |
| 2    | 東北地方太平洋沖地震（東日本大震災） | 2011年3月11日  | 22,312                   | 9.0       |
| 3    | 明治三陸地震                         | 1896年6月15日  | 21,959                   | 8.2       |
| 4    | 濃尾地震                             | 1891年10月28日 | 7,273                    | 8.0       |
| 5    | 兵庫県南部地震（阪神・淡路大震災）   | 1995年1月17日  | 6,437                    | 7.3       |
| 6    | 福井地震                             | 1948年6月28日  | 3,769                    | 7.1       |
| 7    | 昭和三陸地震                         | 1933年3月3日   | 3,064                    | 8.1       |
| 8    | 北丹後地震                           | 1927年3月7日   | 2,912                    | 7.3       |
| 9    | 三河地震                             | 1945年1月13日  | 1,961                    | 6.8       |
| 10   | 昭和南海地震                         | 1946年12月21日 | 1,443                    | 8.0       |

| 都道府県                                                               | 死者  | 傷者  | 不明 | 全壊   | 半壊   | 流失  | 浸水   | 焼失  | 震害の中心                 |
| ---------------------------------------------------------------------- | ----- | ----- | ---- | ------ | ------ | ----- | ------ | ----- | -------------------------- |
| 長野県                                                                 |       |       |      | 2      | 4      |       |        |       | 諏訪郡                     |
| 岐阜県                                                                 | 13    | 42    |      | 547    | 751    |       |        | 1     | 大垣                       |
| 静岡県                                                                 |       | 2     |      |        |        |       | 296    |       | 小笠郡                     |
| 愛知県                                                                 | 10    | 19    |      | 175    | 198    |       |        | 1     | 一宮                       |
| 三重県                                                                 | 71    | 35    |      | 136    | 110    | 23    | 1,435  |       | 志摩郡・北牟婁郡・南牟婁郡 |
| 滋賀県                                                                 | 3     | 1     |      | 8      | 2      |       |        |       | 堅田                       |
| 大阪府                                                                 | 32    | 46    |      | 261    | 217    | 552   | 7,080  |       | 四条畷・岸和田             |
| 兵庫県                                                                 | 49    | 59    |      | 640    | 602    |       | 786    | 3     | 淡路島                     |
| 奈良県                                                                 |       | 6     |      | 36     | 20     |       |        |       | 田原本                     |
| 和歌山県                                                               | 187   | 846   | 74   | 964    | 2,427  | 386   | 11,815 | 2,399 | 焼失：新宮                 |
| 鳥取県                                                                 | 2     | 3     |      | 22     | 13     |       |        |       | 弓ヶ浜（余子村）           |
| 島根県                                                                 | 9     | 14    |      | 139    | 308    |       |        |       | 出雲杵築                   |
| 岡山県                                                                 | 51    | 187   |      | 1,092  | 3,757  |       |        |       | 児島湾等干拓地             |
| 広島県                                                                 |       | 3     |      | 49     | 74     |       |        | 1     | 福山等干拓地               |
| 山口県                                                                 |       |       |      | 2      |        |       |        |       |                            |
| 徳島県                                                                 | 181   | 217   | 19   | 1,329  | 1,138  | 582   | 4,578  |       | 小松島等                   |
| 香川県                                                                 | 52    | 273   |      | 608    | 2,409  |       |        | 1     | 坂出・高松埋立地           |
| 愛媛県                                                                 | 26    | 32    |      | 586    | 831    |       | 330    |       | 郡中                       |
| 高知県                                                                 | 670   | 836   | 9    | 4,865  | 9,073  | 566   | 5,608  | 196   | 高知下知・中村             |
| 福岡県                                                                 |       |       |      | 6      | 6      |       |        |       |                            |
| 佐賀県                                                                 |       |       |      | 5      | 5      |       |        |       |                            |
| 長崎県                                                                 |       |       |      |        | 2      |       |        |       |                            |
| 熊本県                                                                 | 2     | 1     |      | 9      | 6      |       |        |       |                            |
| 大分県                                                                 | 4     | 9     |      | 25     | 16     |       |        |       | 鶴崎                       |
| 宮崎県                                                                 |       | 1     |      |        | 3      |       | 1165   |       |                            |
| 合計                                                                   | 1,362 | 2,632 | 102  | 11,506 | 21,972 | 2,109 | 33,093 | 2,602 |                            |
| 数値は文献によって異なる。全半壊家屋は震害・津波によるものを区別せず。 |       |       |      |        |        |       |        |       |                            |

- 高知市は第二次世界大戦による空襲の被害を受けたばかりのところに追い討ちをかける様に災害を被った。高知市堺町のかつてデパートとして親しまれた文化ビルは壁が崩落し無惨な残骸をさらけ出した。高知市では東部の下知で震害が著しかった[47]。
- 高知県須崎市では、死者・不明者61名、全壊198戸。入野（現・黒潮町）では家屋の倒壊率が70%に及んだところもあり、地盤の影響とも考えられている[48]。中村町では四万十川にかかる鉄橋の9スパン中6スパンが落下した[49]。中村町は最大の震害を示し、ここでは安政南海地震でも家屋被害率は80%以上に及び、宝永地震でもやはり震害が酷かった[50]。
- 香川県高松市では、死者52名、負傷者273名、全壊608戸、半壊2,409戸[51]。
- 和歌山県では、死者・不明者269名、負傷者562名、全壊969戸、流失325戸、焼失2,399戸。和歌山県内では新宮市の被害は大きく、直後に出火し約16時間延焼し、焼失2,398戸、全壊600戸、半壊1,408戸[52]。
- 大阪府や兵庫県でも倒壊家屋が生じたが、その被害のほとんどは老朽家屋やバラックなどに限られていた[47]。
- 岡山県南部の児島湾および笠岡などの干拓地では地震動に伴う液状化現象が激しく、多数の倒壊家屋が発生した[53]。児島湾周辺の藤戸や、邑久郡など干拓地では安政南海地震や宝永地震でも同様に倒壊家屋や液状化による田畑の破損があった[54]。
- 日本海側でも倒壊家屋があり、鳥取県では境港管内、弓ヶ浜半島の余子村の被害が酷く[55]、島根県では出雲大社門前の杵築など島根半島付け根の軟弱地盤の被害が目立った[47]。出雲杵築は安政南海地震や宝永地震でも同様に倒壊家屋があった[56]。住吉公園にあった住吉大社の西大鳥居。昭和南海地震で倒壊した。（ただし、住吉大社の記録では昭和19年倒壊となっているので「昭和東南海地震」の可能性がある。）

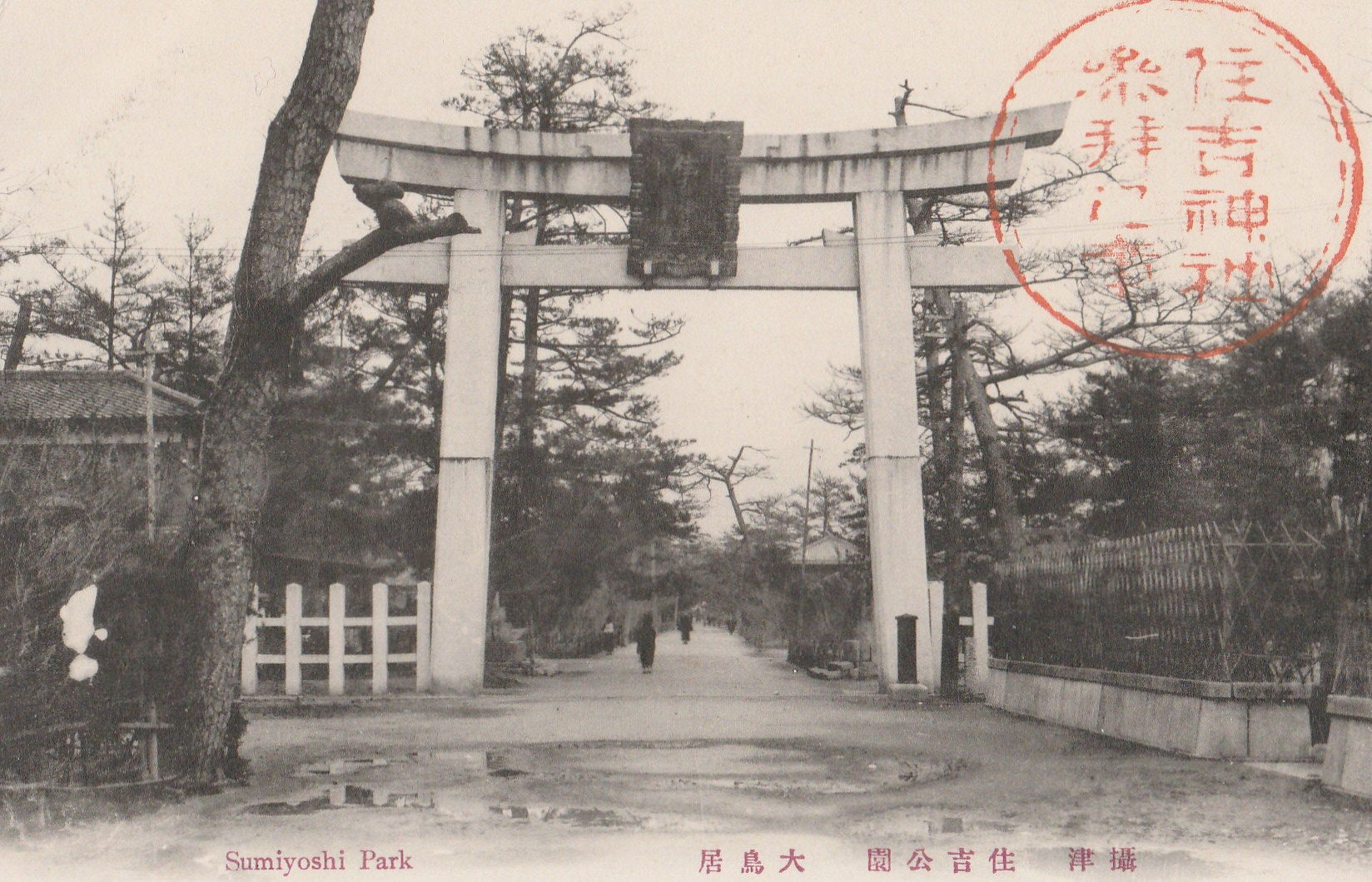
住吉公園にあった住吉大社の西大鳥居。昭和南海地震で倒壊した。（ただし、住吉大社の記録では昭和19年倒壊となっているので「昭和東南海地震」の可能性がある。）

### 津波
波源域は南海トラフに沿って長さ250キロメートルに渡り海底が隆起し、その北側に沈降域があったとされ、紀伊水道沿岸で2メートルから4メートル、豊後水道沿岸で1メートルから1.5メートル、波高1メートル以上の範囲は房総半島から九州までに及び、津波はハワイやアメリカ西海岸にも達した。最高潮位は串本町で6.57メートルを記録したほか、三重県賀田村で3.59メートル、徳島県浅川村で4.88メートル、土佐湾内で5.2メートルを記録している。到達時刻は、串本で約10分後（2.5 - 5.5メートル）、三重県賀田湾で約20分後、伊豆半島南端（下田で住宅の浸水被害有り）と徳島で約40分であった。
波高は安政南海地震および宝永地震より小規模であったが、それでも甚大な被害を及ぼした。震後の第一波の到達時刻は安政南海地震や宝永地震より早かった。須崎には安政南海地震の際に「大地震後必ず津浪が来るが、其の津浪は地震後直ぐ来るものではない。ゆっくり飯を炊くだけの余裕はあるからあわてず落付いて充分の用意をして、避難せよ」という言い伝え（宝永地震の言伝え）があったが、この地震については震後10分も経たないうちに津波が襲来し、そのような間もなかった。
須崎市や土佐市宇佐など海岸各地で打ち揚げられた船が陸上へ乗り上げた。大阪港には約2時間後に津波が到達し、80センチメートルの潮位上昇を観測した。
外洋に面した海岸線だけでなく瀬戸内海の沿岸においても、堺で1.5メートル、呉・笠岡・洲本・宇部で1メートルなどの津波を観測している。紀伊水道と豊後水道から進入した津波は、進入から約3時間後に燧灘で会合し波高が高まったとされている。しかし、瀬戸内海の津波は急激な潮位変動を伴ったものではなく、気象現象の高潮の様な変化で集落への浸水はなかったとされているが、急激な潮流が各所で目撃されている。また、堺・下津・宇和島の検潮記録では津波初動が引き波であった。

### 宏観現象
周辺地域から震源方向に発光現象を見たとの証言が多数ある。また、地震発生の数日前から直前にかけて紀伊半島から四国の太平洋沿岸部において井戸の水位低下および水の枯渇が報告されている。
地震3日後の高知日報夕刊では、地震直前の午前4時過ぎにキジがけたたましく鳴き始め、付近の人々がそれに気づき目覚めた約10分後に地震が来たことが報じられた。

## 地震に遭遇した著名人
- 森繁久彌：満州から帰国した直後、徳島県海陽町の旅館にて就寝中に地震に遭遇する。宿泊客の世話をしていた男性に「ここで夜が明けるまで動かれんぞ」と厳命され、津波からの難を逃れた。しかし、この時森繁に声をかけた男性は津波で妻を失っている[62]。
- 泉州山久義：新十両を決めた直後の四国巡業中に地震に遭遇した。この時に宿泊先の旅館の2階から転落したため肋骨を骨折した。
- やなせたかし：高知新聞勤務中に高知市で地震に遭遇するも、戦地での爆撃に慣れていたため揺れを気に留めず、朝になって被害の大きさに驚いたという。

## その他
- 地震の翌年、1947年（昭和22年）6月7日、昭和天皇が和歌山県に行幸（昭和天皇の戦後巡幸）。田辺市では、津波により家財を流された住民が暮らす寄宿舎（元海兵団の宿舎を転用）などを視察。先々で被災者に労わりの言葉をかけたほか、行幸先とならなかった市町村についても首長を召し出して、被害や復旧状況についての奏上を受けた[63]。